# 태영호
태영호(太永浩, 1962년 7월 25일~)는 대한민국의 정치인이다. 조선민주주의인민공화국의 외교관으로 근무하다가 탈북하여 대한민국으로 귀순하였다. 귀순 이후 정치인으로 활동했으며 제21대 국회의원을 지냈다.

## 생애
1962년 조선민주주의인민공화국 평양직할시에서 출생하였다. 함경북도 명천군 출신인 그의 아버지 태형길은 평양건설건재대학 교수였으나, 사촌 동생이 한국 전쟁 때 대한민국으로 월남하였다는 이유로 핵심계층에서 기본계층으로 격하되어 중앙과학기술통보사 건설편집부 기자로 좌천됐고, 조선로동당 가입 자격을 얻지 못했다가 평양시 건설 현장에서 수년간 현장 기사로 일하고 나서야 입당할 수 있었다. 어머니인 김명덕은 함경북도 명간군의 서문인민학교 교원이었다. 그가 인민학교에 들어가기 전에는 할아버지인 태동식과 함경북도 명천군에서 생활하였다.
고등중학교 재학 중 중화인민공화국으로 건너가 영어와 중국어를 배웠다. 당시 그와 학업에 함께한 이들이 오진우 조선 인민무력부 부장의 자녀들, 허담 조선로동당 대남담당 비서장의 자녀들 등 북한 고위간부들의 자녀들이었다. 1976년부터 중국 베이징외국어대학 부속 중고등학교에서 4년간 유학하고 북한의 직업외교관을 양성하는 국제관계대학을 거쳐 외무성 8국에 배치되었다. 1984년부터 1988년까지 베이징외국어대학(북경외대) 영문학과에 재학, 졸업하였다. 이어 김정일 조선민주주의인민공화국 총비서의 전담통역 후보인 덴마크어 1호 양성 통역관으로 선발돼 덴마크 유학길에 올랐다.
1993년부터 덴마크 주재 북한 대사관 예하 서기관으로 활동하다가 1990년대 말 덴마크 주재 조선민주주의인민공화국 대사관이 철수하면서 스웨덴으로 자리를 옮겼다. 스웨덴 생활은 길지 않았고 곧 귀국해 EU 담당 과장을 거쳐 영국 주재 조선민주주의인민공화국 대사관으로 파견되어 3년 정도 근무하였다.
2015년 김정은의 친형인 김정철이 기타리스트 에릭 클랩튼의 런던 공연장을 찾았을 때 동행하기도 했다.

### 대한민국 망명
주영 공사로 있던 중 2016년 8월 17일 대한민국으로 망명한 것이 확인되었다. 공사는 대사 다음 서열로, 탈북한 외교관 중에서는 최고위급이다. 대한민국 통일부에서는 이름을 태용호라고 밝혔으나, 이후 태영호가 본명이고, 태용호는 가명이라고 정정했다. 2018년 10월에는 대한민국의 보수주의 변호사 단체인 한반도 인권과 통일을 위한 변호사모임이 제정한 제1회 북한인권상을 수상했다.
2018년 11월 7일, 대한민국의 대학생 친북성향 대학생 단체가 태영호 전 공사에게 ‘차라리 가만히 있으라’는 내용의 이메일을 보냈고 태 전 공사의 강연이 경호상의 문제로 취소된 것으로 확인되었다. 친북 성향 단체 ‘한국대학생진보연합’은 6일 태 전 공사에게 보낸 이메일을 인터넷에 공개했다. 공개된 이메일에서 이 단체는 “가만히 있으라”며 “통일에 방해되는 행동을 당장 멈추라”고 경고했다. 이 단체 회원들은 8월 ‘태영호·박상학 체포 결사대 감옥행’을 결성해 선전 활동을 하였다.

### 정치 활동
대한민국 제21대 국회의원 선거를 앞둔 2020년 2월, 자유한국당에 입당하여 지역구에 출마하겠다는 뜻을 알렸다. 미래통합당 공천 결과 서울 강남구 갑에 전략공천되면서 21대 총선에 나서게 되었다. 2020년 4월 15일 21대 총선에서 김성곤 후보를 꺾고 21대 국회의원으로 당선되었다.
북한의 테러 위협을 피하기 위해 한동안 대한민국 주민등록상 이름을 태구민(太救民)으로 등록하고 선거에 출마했으나 2020년 4월말 본래의 이름을 되찾았다. 태구민은 '북한 주민(民)들을 구(救)한다'라는 의미를 담았다.
2020년 6월, 태영호 의원은 종합부동산세를 완화하는 종합부동산세법 개정안을 대표발의했다. 종합부동산세법 개정을 통해 주택 종합부동산세 부과 기준을 1세대 1주택자는 기존 9억원에서 12억원으로 상향(다주택자는 기존 6억원에서 9억원으로 상향)해서 납세자의 세부담을 경감하고, 대통령령으로 되어 있는 현행 공정시장가액비율을 법률에 담아 법적 안정성 및 국민의 예측가능성을 담보토록 했다. 문재인 정부의 세금 증세를 비판하며 사유재산제도를 근간으로 한 자유시장경제체제의 대한민국을 옹호하고, "주택에 대한 공제금액은 그간의 물가와 주택 가격 상승에도 10년 넘게 동결돼 있어 납세자의 실질적 조세 부담이 가중되고 있다"고 설명했다.
2020년 6월 17일, 북한의 남북공동연락사무소 폭파에 대응해 태영호 의원은 "북한이 대한민국 재산을 파괴할 경우 피해보상을 요구하고 최대 10년 징역에 처하는 법안"을 7월 29일 대표발의했다.
2023년에 치러진 국민의힘 제3차 전당대회에서 최고위원으로 당선되었다. 하지만 녹취록과 관련된 논란이 터지면서 2달만에 최고위원 직에서 사퇴했다.
2024년 제22대 국회의원 선거를 앞두고 구로구 을 선거구에 전략공천되었다. 하지만 본 선거에서 40.13%의 득표율을 기록하면서 2위로 낙선했다.
2024년 7월 22일, 대한민국의 남북 통일 정책에 관한 대통령 자문기구인 민주평화통일자문회의의 사무처장으로 취임했다. 탈북자 출신 정치인이 차관급에 임명된 사례는 이번이 처음이다.

## 학력
- 북경외대부속중고등학교 졸업
- 1984~1988년: 북경외국어대학 영문학 학사
- 2018~2020년: 국민대학교 통일융합법무 석사

## 경력
- 주 덴마크 조선민주주의인민공화국 대사관 서기관
- 주 스웨덴 조선민주주의인민공화국 대사관 서기관
- 주 영국 조선민주주의인민공화국 대사관 공사
- 2017년 1월~2018년 5월: 대한민국 국가안보전략연구원 자문연구위원
- 2020년 4월 15일: 대한민국 제21대 국회의원 선거 당선(서울 강남구 갑, 미래통합당, 초선)
- 2020년 5월~2024년 5월: 제21대 국회의원(서울 강남구 갑, 미래통합당→국민의힘, 초선)
- 2020년 5월~2020년 9월: 미래통합당 서울특별시당  강남구 갑 당원협의회 위원장
- 2020년 7월~2022년 5월: 제21대 국회 전반기 외교통일위원회 위원
- 2020년 7월~2020년 9월: 미래통합당 외교안보특별위원회 위원
- 2020년 7월~2024년 5월: 국회인권포럼 연구책임의원
- 2020년 7월~2024년 5월: 대한민국 국회 글로벌외교안보포럼 구성의원
- 2020년 7월~2024년 5월: 대한민국 미래혁신포럼 구성의원
- 2020년 9월: 국민의힘 외교안보특별위원회 위원
- 2020년 9월~2024년 1월: 국민의힘 서울특별시당 강남구 갑 당원협의회 위원장
- 2020년 9월: 국민의힘 북한의 우리 국민 사살·화형 만행 진상조사 태스크포스 위원
- 2021년 3월~2021년 4월: 2021년 재보궐선거 국민의힘 서울특별시장 보궐선거 선거대책위원회 정책특별본부 양극화해소본부장
- 2021년 5월~2022년 4월: 국민의힘 원내부대표
- 2021년 6월~2022년 5월: 제21대 국회 전반기 운영위원회 위원
- 2021년 7월: 국민의힘 정책조정위원회 제4정조부위원장
- 2021년 12월~2022년 1월: 제20대 대통령 선거 국민의힘 윤석열 대통령 후보 선거대책위원회 중앙선거대책위원회 산하 위원회 글로벌비전위원회 부위원장
- 2021년 12월~2022년 1월: 제20대 대통령 선거 국민의힘 윤석열 대통령 후보 선거대책위원회 조직총괄본부 이북도민·탈북민·다문화본부장
- 2022년 6월: 국민의힘 국제위원장
- 2022년 7월: 국민의힘 국가안보 문란 실태조사 TF 위원
- 2022년 7월~2022년 10월: 제21대 국회 후반기 외교통일위원회 위원
  - 제21대 국회 후반기 외교통일위원회 법안심사소위원회 위원
  - 제21대 국회 후반기 외교통일위원회 예산·결산·기금심사소위원회 위원
- 2022년 10월~2022년 12월: 국민의힘 북핵위기대응특별위원회 위원
- 2022년 10월~2023년 1월: 제21대 국회 후반기 외교통일위원회 간사
- 2023년 1월~2023년 2월: 제21대 국회 후반기 국방위원회 위원
- 2023년 2월~2023년 3월: 제21대 국회 후반기 외교통일위원회 간사
- 2023년 3월~2023년 5월: 국민의힘 최고위원
- 2023년 3월~2023년 11월: 제21대 국회 후반기 외교통일위원회 위원
- 2023년 11월~2024년 5월: 제21대 국회 후반기 외교통일위원회 간사
- 2024년 5월~2024년 7월: 국민의힘 서울특별시당 구로구 을 당원협의회 위원장
- 2024년 7월~2025년 7월: 제18대 민주평화통일자문회의 사무처장

## 가족
아버지는 태형길이다. 배우자인 오혜선과 사이에 두 아들을 두고 있다. 장남은 영국 런던 대학교 공중보건경제학과를 중퇴하였고, 차남은 영국 임페리얼 칼리지를 중퇴하였다.
처가 장조부 오백룡은 조선 국방위원회 호위총국장, 처재종조부 오중흡은 조선혁명군 예하 분대장, 처재종숙부 오극렬은 조선로동당 중앙군사위원, 처중부 오금철은 조선로동당 중앙위원, 처숙부 오철산은 조선로동당 중앙정치위원이다.

## 저서
- 《3층 서기실의 암호》, 기파랑, 2018년. ISBN 978-89-6523-650-4
- 《태영호의 서울생활》, 기파랑, 2020년. ISBN 978-89-6523-606-1

## 역대 선거 결과
|  | 58.40% |

|  | 40.13% |

## 소속 정당
| 소속 정당 | 소속 정당  | 소속 기간 | 비고      |
| --------- | ---------- | --------- | --------- |
|           | 조선노동당 | 1984~2016 | 정계 입문 |
|           | 무소속     | 2016~2020 | 제명      |
|           | 자유한국당 | 2020      | 입당      |
|           | 미래통합당 | 2020      | 합당      |
|           | 국민의힘   | 2020~2024 | 당명 변경 |
|           | 무소속     | 2024~2025 | 탈당      |
|           | 국민의힘   | 2025~현재 | 복당      |

## 같이 보기
- 강명도
- 강남구 갑
- 서울 강남구의 국회의원
- 대한민국의 민주평화통일자문회의 사무처장
- 김덕홍 (1938년)
- 김태산 - 전 체코 주재 북한 대사
- 람슈타인 공군기지
- 황장엽
- 리일규